# 格拉夫珠寶
格拉夫珠寶（Graff Diamonds）英國鑽石珠寶商，由勞倫斯·格拉夫（Laurence Graff）於1960年代在倫敦創辦，發展至今有超過50間分店，遍布紐約、迪拜、台北、香港、上海、北京等地。

## 事件
2009年8月6日，格拉夫珠寶在倫敦格拉夫珠寶行大劫案中被劫去總值約4千萬英鎊的珠寶，至今仍未破案。
2012年5月21日，格拉夫珠寶計劃於在香港開始上市路演。其後，格拉夫珠寶以每股25至37港元進行公開招股，集資最多77.8億元。因為市況不佳，格拉夫珠寶最終取消上市計劃。

## 外部連結
- 格拉夫官方網站 （页面存档备份，存于）
- 格拉夫官方微博 （页面存档备份，存于）